# Øystein Bø
Øystein Bø (ur. 19 listopada 1959 w Levanger) – norweski dyplomata i polityk, w latach 2013–2017 wiceminister obrony, od 2018 do 2022 Stały Przedstawiciel Norwegii przy NATO, a od 2023 ambasador Norwegii w Polsce.

## Życiorys
Uzyskał tytuł magistra prawa na Uniwersytecie w Oslo. Ukończył także Szkołę Oficerską Piechoty Armii Norweskiej i kurs informatyczny na Norweskim Uniwersytecie Obrony. W latach 1981–1983 służył jako podporucznik piechoty.
Pracował następnie jako adwokat w kancelarii prawa gospodarczego. Od 1990 roku pracował w Ministerstwie Spraw Zagranicznych Norwegii. W 1992 roku został drugim sekretarzem Delegacji Norwegii do OBWE. Od 1995 roku pracował jako pierwszy sekretarz Ambasady Norwegii w Estonii, a następnie jako pierwszy sekretarz Stałej Delegacja Norwegii przy NATO. Od 1998 do 2000 roku był doradcą odpowiedzialnym za Kosowo w Jednostce Koordynacyjnej OBWE. W latach 2002–2006 był szefem Gabinetu Ministra Spraw Zagranicznych. 
Od 2006 do 2010 był zastępcą Stałego Przedstawiciela Delegacji Norwegii przy NATO. Następnie do 2017 roku był sekretarzem stanu w Ministerstwie Obrony Norwegii.
W sierpniu 2018 roku powołano go na stanowisko Stałego Przedstawiciela Norwegii przy NATO, którym pozostał do sierpnia 2022 roku. W sierpniu 2023 roku został ambasadorem Norwegii w Polsce. 26 października tego samego roku złożył listy uwierzytelniające.

## Życie prywatne
Jest żonaty, ma dwoje dzieci.

## Odznaczenia i wyróżnienia
- Kawaler I Klasy Orderu Zasługi (Norwegia, 2019)[1]

- Medal Marynarki Wojennej za Wybitną Służbę (2014)[1]